# 纪山镇
纪山镇，是中国湖北省荆门市沙洋县西南部的一个镇，面积108平方公里，人口26990人（2005年），下辖1个居委会和12个行政村。1993年10月，郭店楚简出土于该镇。名胜古迹有始建于隋朝的纪山寺等。

## 行政区划
纪山镇辖有1个社区与12个行政村，分别为：
- 社区：四方社区。
- 行政村：四方社区、纪山村、砖桥村、郭店村、金桥村、更新村、肖场村、程新村、金牛村、严庙、付场、郭场。